# L'horticulteur belge, journal des jardiniers et amateurs
L'horticulteur belge, journal des jardiniers et amateurs (abreviado Hort. Belge) fue una revista con ilustraciones y descripciones botánicas que se editó en Bruselas en los años 1833-1838.